# The Secret Life of Pets
The Secret Life of Pets (Nederlandse titel: Huisdiergeheimen) is een Amerikaanse computeranimatiefilm uit 2016, geregisseerd door Chris Renaud en Yarrow Cheney. De film is geproduceerd door Illumination Entertainment en vrijgegeven in 2D en 3D door Universal Pictures. De film ging op 16 juni 2016 in première op het Festival international du film d'animation d'Annecy.

## Verhaal
In een appartement in Manhattan woont de terriër Max. Hij heeft het goed naar zijn zin daar totdat zijn bazin Katie een Newfoundlander genaamd Duke mee naar huis neemt. Max zijn goed vertrouwde leventje loopt in gevaar. Max en Duke zullen hun meningsverschillen aan de kant moeten zetten als ze op straat belanden en ver van huis raken. Als ze terechtkomen bij het boosaardige konijn Snowball en het leger van verlaten huisdieren die wraak willen nemen op hun eigenaren, komen ze pas echt in grote problemen. Een aantal vrienden van Max die ontdekken dat hij wordt vermist, gaan hem zoeken. Het gezelschap dat de speurtocht voorziet bestaat uit Gidget de keeshond, Chloe de kat, Mel de mopshond, Buddy de teckel, Tiberius de roodstaartbuizerd, Norman de cavia, Sweet Pea de grasparkiet en Pops de basset hound.

## Stemverdeling
| Personage | Engelse stem     | Nederlandse stem    | Vlaamse stem       |
| --------- | ---------------- | ------------------- | ------------------ |
| Max       | Louis C.K.       | Fedja van Huêt      | Sven De Leijer     |
| Duke      | Eric Stonestreet | Frank Lammers       | Sebastien Dewaele  |
| Snowball  | Kevin Hart       | Jandino Asporaat    | Erhan Demerici     |
| Gidget    | Jenny Slate      | Peggy Vrijens       | Eline De Munck     |
| Katie     | Ellie Kemper     | Georgina Verbaan    | Zoë Thielemans     |
| Tiberius  | Albert Brooks    | Derek de Lint       | Warre Borgmans     |
| Chloe     | Lake Bell        | Karin Bloemen       | Isabelle Van Hecke |
| Pops      | Dana Carvey      | Erik van Muiswinkel | Walter Baele       |
| Buddy     | Hannibal Buress  | Roué Verveer        | Sean Dhondt        |
| Mel       | Bobby Moynihan   | Hardwell            | Bart Cannaerts     |
| Ozone     | Steve Coogan     | Murth Mossel        | Bert Huysentruyt   |
| Norman    | Chris Renaud     | Henry van Loon      | Joris Hessels      |

## Achtergrond
De eerste trailer en poster verscheen op 18 juni 2015. In december 2015 werd aangekondigd dat Alexandre Desplat de filmmuziek zal gaan componeren. Op 1 juli 2016 werd de originele soundtrack uitgebracht door Back Lot Music. De film werd positief ontvangen op sites als Rotten Tomatoes waar het 73% goede reviews ontving, gebaseerd op 147 beoordelingen en op Metacritic met een metascore van 61/100, gebaseerd op 39 critici. De film bracht in Noord-Amerika tijdens het openingsweekend 104.352.905 Amerikaanse dollar op, goed voor plaats 34 aller tijden.